# Mutua Madrid Open 2012
Die Mutua Madrid Open 2012 war der Name eines Tennisturniers der WTA Tour 2012 für Damen sowie eines Tennisturniers der ATP World Tour 2012 für Herren,  und fand zeitgleich vom 5. bis zum 13. Mai 2012 in der Caja Mágica im spanischen Madrid statt.